# Восточно-Корейские горы
Восточно-Корейские горы (Тхэбэксан; кор. 태백산맥?, 太白山脈?, Taebaek Sanmaek) — горная система на востоке Корейского полуострова. Протяжённость составляет более 600 км, наибольшая высота — 1915 м (гора Чирисан).

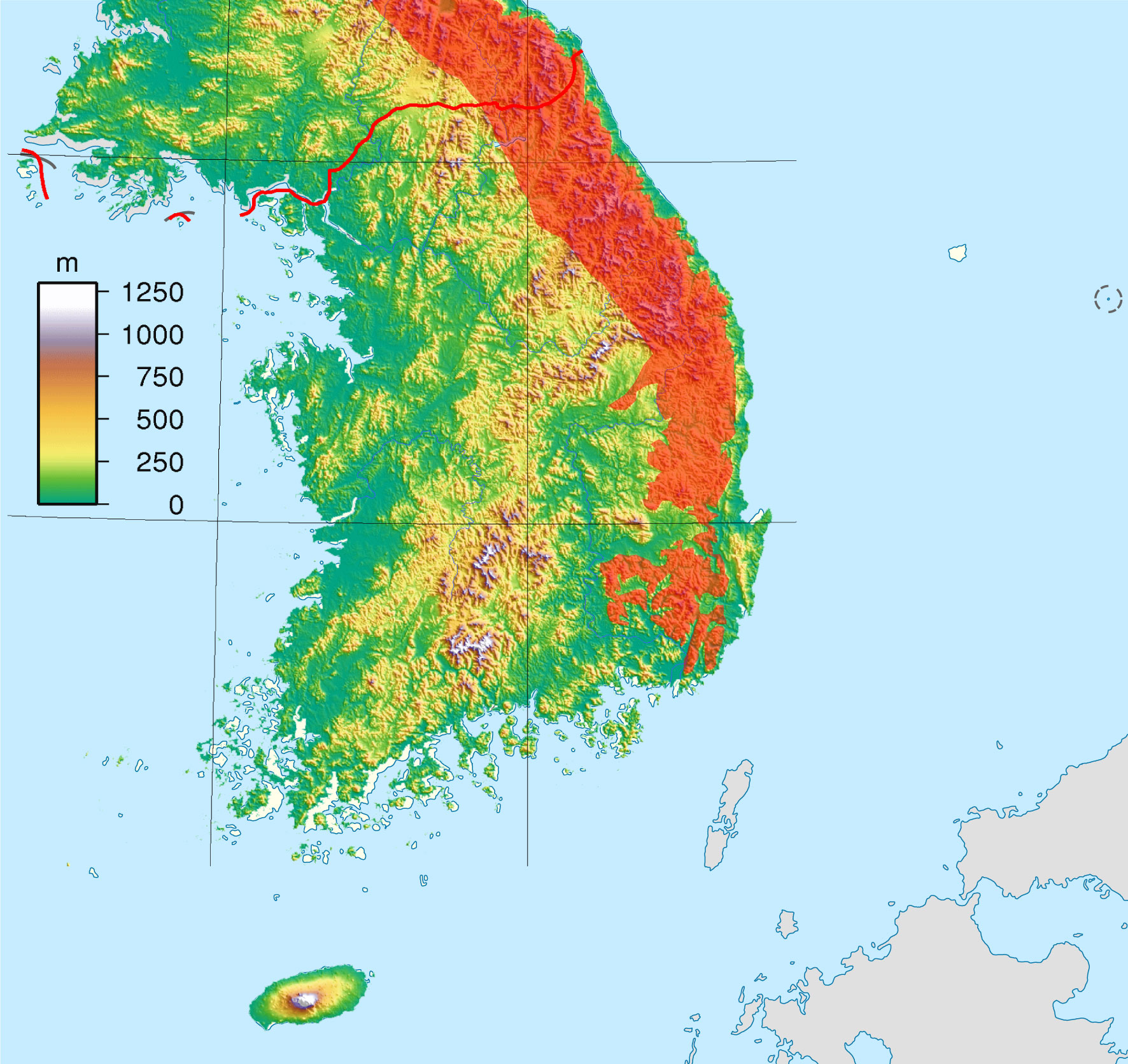
Расположение Восточно-Корейских гор (выделены красным)

Восточно-Корейские горы сильно расчленены, прорезаны глубокими ущельями. Северная часть гор расположена в пределах щита Китайско-Корейской платформы и представляет собой сложную систему глыбовых хребтов, сложенных древними кристаллическими породами. Западный склон более пологий и длинный, восточный — короткий и крутой. На востоке наиболее приподнятая часть — горы Кымгансан. В восточной приморской части созданы зоны отдыха с искусственным водохранилищем. Южная часть сложена мезозойскими структурами, преимущественно юрскими и меловыми известняками, сланцами, песчаниками.
Климат муссонный, на севере — умеренный, на юге — субтропический. Характерна лесная растительность, представленная широколиственными листопадными лесами на севере и вечнозелёными на юге. Выше лиственных — хвойные леса из сосен, лиственниц, елей.